# Luke Treadaway
Luke Antony Newman Treadaway, bardziej znany jako Luke Treadaway (ur. 10 września 1984 w Exeter) – brytyjski aktor filmowy i telewizyjny, brat bliźniak Harry’ego Treadawaya, również aktora.

## Życiorys

### Wczesne lata
Urodził się w Royal Devon and Exeter Hospital w Exeter. Wychowywał się w Sandford, w pobliżu Crediton w hrabstwie Devon. Jego ojciec był architektem, matka nauczycielką szkoły podstawowej. Ma dwóch braci: starszego Sama, artystę, i trochę młodszego bliźniaka, aktora Harry’ego Treadawaya.
Jego pierwszą rolą aktorską był żonkil w pantomimie Czerwony Kapturek podczas świąt Bożego Narodzenia, podczas gdy jego ojciec był wielkim złym wilkiem.
Luke i jego bliźniaczy brat Harry kształcił się w Queen Elizabeth's Community College w Crediton, gdzie grał w drużynie Rugby union zdobywając dwukrotnie puchar zwycięskiej Devon Cup. Zainspirowany twórczością Eddiego Veddera i przy wsparciu nauczyciela dramatu w szkole średniej – Phila Gassona, bliźniacy Treadaway założyli zespół Lizardsun, gdzie grali także Matt Conyngham i Seth Campbell.
Dołączył potem do National Youth Theatre, gdzie występował również jego brat bliźniak Harry. Luke grał księcia Iwana w sztuce Ognisty ptak. Był także w obsadzie produkcji Morderstwo w katedrze (Murder in the Cathedral) T.S. Eliota.

### Kariera
Będąc jeszcze w szkole teatralnej, Luke wraz z bratem debiutował na ekranie w 2005 w mockumencie Bracia syjamscy (Brothers of the Head) o braciach syjamskich z Wielkiej Brytanii. Luke grał postać Barry’ego Howe, wokalisty zespołu, a jego brat Harry grał Toma Howe, gitarzystę i autora tekstów piosenek.
W 2006 ukończył London Academy of Music and Drama (LAMDA). Grał w serialu telewizyjnym BBC The Innocence Project (2006-2007). Występował również w roli 14-letniego Theo w bezkompromisowym dramacie Channel 4 Clapham Junction (2007).
W 2007 zadebiutował na profesjonalnej scenie Royal National Theatre w sztuce Święta Joanna George'a Bernarda Shawa, a następnie Alberta w oryginalnej produkcji Koń bojowy (War Horse) Michaela Morpurgo. W 2008 pojawił się w sztuce Piranha Heights Philipa Ridleya w Soho Theatre i Cradle Me Simona Vinnicombe w Finborough Theatre. Grał również Alberta w adaptacji Johna Tamsa Koń bojowy (War Horse) w BBC Radio 2 (8 listopada 2008), a także wystąpił w teledysku grupy The Script do utworu „For the First Time” (2010) i wideoklipu zespołu Crystal Fighters do piosenki "Champion Sound" (2011).

## Wybrana filmografia

### Filmy fabularne
- 2005: Bracia syjamscy (Brothers of the Head) jako Barry Howe
- 2007: Clapham Junction (TV) jako Theo
- 2007: Rany Boga (God's Wounds, film krótkometrażowy) jako Mark
- 2008: Scratch jako Sol
- 2010: Starcie tytanów (Clash of the Titans) jako Prokopion
- 2010: Niewygodna prawda (The Whistleblower) jako Jim Higgins
- 2010: Atak na dzielnicę (Attack the Block) jako Brewis
- 2011: Tej nocy będziesz mój (You Instead / Tonight You're Mine) jako Adam
- 2011: Jesienna miłość (Late Bloomers) jako Benjamin
- 2011: Zabić Bono (Killing Bono) jako Rick
- 2012: Ziemia jałowa (The Rise/Wasteland) jako Harvey
- 2012: St George's Day jako William Bishop
- 2012: Wymarzona pogoda na ślub (Cheerful Weather for the Wedding) jako Joseph Patten
- 2013: Get Lucky jako Lucky
- 2013: Rubicon jako Sam
- 2014: Niezłomny (Unbroken) jako Miller
- 2016: Ethel i Ernest (Ethel & Ernest) jako Raymond Briggs (głos)
- 2016: Kot Bob i ja (A Street Cat Named Bob) jako James Bowen

### Seriale TV
- 2006–2007: The Innocence Project jako Adam / Adam Solomons
- 2008–2009: Mist: Sheepdog Tales jako Eddie/Piggy Patrick
- 2012: Thirteen Steps Down jako Mix Cellini
- 2015: Fortitude jako Vincent Rattrey
- 2020: The Singapore Grip jako Matthew Webb